# Dobrjanske (okres Ťačiv)
Dobrjanske, česky dříve Njagova nebo také Ňagovo, ukrajinsky Добрянське, dříve Нягово, maďarsky Nyágova, je obec ve Vulchovské vesnické komunitě, v okrese Ťačiv, v Zakarpatské oblasti na Ukrajině. V roce 2025 zde žilo 2714 obyvatel.

## Historie
Obec byla založena na konci 14. století. V roce 1415 byl zaznamenán první majitel, rumunského původu, který ves dostal od krále Zikmunda. V 15. století byla obec ve vlastnictví rodu Njagovajů.
Do uzavření Trianonské smlouvy byla obec součástí Uherska, poté byla součástí Československa. V roce 1921 zde stálo 265 domů a žilo zde 1122 obyvatel, z toho 2 Čechoslováci, 1005 Rusínů a 115 Židů. Od 15. dubna 1939 byla obec součástí samostatného státu Karpatská Ukrajina; o několik dní později bylo Zakarpatí obsazeno maďarskými vojsky. Od roku 1945 obec patřila k Ukrajinské sovětské socialistické republice, která byla součástí SSSR, a nakonec od roku 1991 patří samostatné Ukrajině.